# Ceropegia ambovombensis
Ceropegia ambovombensis ist eine Pflanzenart aus der Unterfamilie der Seidenpflanzengewächse (Asclepiadoideae). Die Art kommt in Madagaskar vor.

## Merkmale

### Vegetative Merkmale
Ceropegia ambovombensis ist eine windende Pflanze mit einer abgeflacht-kugeligen, bis 7 cm im Durchmesser messenden Wurzelknolle. Die zarten und kahlen Triebe sind einjährig. Der Durchmesser beträgt 1 bis 2 mm. Die Blätter sind gestielt, die Stiele sind 3 bis 8 mm lang und besitzen auf der Oberseite eine Längsfurche. Die sukkulenten Blattspreiten sind lanzettlich und zugespitzt. Sie sind 3 bis 30 mm lang und 5 bis 10 mm breit. Die Oberseiten sind dunkelgrün und glänzen.

### Blütenstand und Blüten
Die zwittrigen Blüten sind zygomorph und fünfzählig mit doppelter Blütenhülle. 
Die gestielten  2- bis 3-blütigen Blütenstände sitzen an beblätterten Kurztrieben; die Stiele werden bis zu 5 mm lang. Die Blütenstiele sind kurz. Die weißliche, etwas abgeknickt wirkende Blütenkrone wird 25 bis 35 mm lang (hoch) und ist innen purpurn längsgestreift. Die Kelchblätter werden 3 bis 4 mm lang. Die Basis der Blütenkrone ist stumpf-eiförmig aufgebläht und misst 7 bis 10 × 4 bis 5,5 mm. Die Kronröhre hat einen minimalen Durchmesser von 2 mm. Sie erweitert sich trichterförmig zum oberen Ende hin und erreicht dort im Querschnitt eine Dicke von 5 bis 7 mm. Die Kronblattzipfel sind in der Form linealisch bis elliptisch, 15 mm lang und an der Basis bis 5 mm breit. Die Spitzen der Zipfel sind verwachsen und bilden eine zylindrische, käfigartige Struktur. In der Mitte sind die Ränder entlang der Mittelachse zurückgeschlagen. Innen sind sie dunkelpurpurfarben, außen weißlich. Die Zipfel sind dicht mit beweglichen, purpurnen, 2 bis 5 mm langen Haaren besetzt. Die behaarte, hellgrün und purpur gefärbte Nebenkrone ist annähernd sessil und misst 2,5 mm im Durchmesser. Die Basis ist schalenförmig verwachsen. Die interstaminalen Nebenkronblattzipfel sind zwei-geteilt (bifid) und in aufrecht stehende, linealische Fortsätze ausgezogen, die bis zu 1,5 mm lang werden. Die Spitzen sind miteinander verbunden. Die staminalen Nebenkronblattzipfel messen ungefähr 1,5 mm in der Länge und sind linealisch-zylindrisch geformt. Auch sie stehen aufrecht und neigen sich am oberen Ende zusammen.

### Früchte und Samen
Die Früchte und Samen sind bisher nicht bekannt.

### Ähnliche Arten
Die Art gehört in den Artkomplex um Ceropegia albisepta. Sie ist am nächsten mit Ceropegia hermannii verwandt.

## Geographische Verbreitung
Ceropegia ambovombensis ist im Süden und Westen von Madagaskar beheimatet.